# 福井梨莉華
福井 梨莉華（ふくい りりか、2005年（平成17年）1月12日 - ）は、日本のグラビアアイドル、女優。岐阜県美濃加茂市出身。ツータッチカンパニー所属。

## 来歴
2022年 4月、高校3年になり進路を考えるうちに 芸能界に心残りがあることに気づき、一度はチャレンジしてみたいと思って 夏ごろから東京にある演劇養成所に通い始める。12月、高校3年生の冬にNHK名古屋放送局制作の 視聴者参加型 新プロジェクト ドラマ「高校生日記～キミとつくる青春～」のオーディションに参加。
2023年 1月、オーディションに合格。寝起きに合格連絡を受けたため、夢かと思い頬をつねった。7月17日、ドラマ『高校生日記～キミとつくる青春～』で女優デビュー。
2024年 2月、上京し事務所に所属。初めての一人暮らしだったため 家族に加えて愛犬の分まで "人より多めの" ホームシックになった。9月30日、週刊プレイボーイ42号で初グラビア。12月2日、週刊ヤングマガジン 2025年1号で雑誌 初表紙を飾る。
その後、人懐っこい笑顔と圧巻のプロポーションを武器に 各誌を席巻。2025年5月には「グラビア界の大本命」と称されるようになった。6月1日、オフィシャルサイト「福井梨莉華Official Web Site」を公開し、オフィシャルファンクラブ「From RIRIKA to you」を開設した。8月16日 自身のXにて 映画『ソーゾク（2025年10月17日 公開予定、主演 大塚寧々）』で映画デビューすることが報告された。

## 人物
- 芦田愛菜の主演ドラマ「明日、ママがいない」に感銘を受け、ドラマのセリフを一言一句書き出して台本を作り 学校で女優さんごっこをしていた[3]。高校3年生の時 芸能界に心残りがあったため、東京にある演劇の養成所に新幹線で通った[3]。
- 普段はゆるめのダボダボした服を着ている[3]。
- 時代劇「おいち不思議がたり」出演中は1日中（寝ている時も）着物を着ていた[3]。
- 初表紙の週刊ヤングマガジンが発売された当日はコンビニに行って全部買い占めた[3]。
- グラビアのお手本は今田美桜と大原優乃[3]。
- 趣味：お菓子、パン作り、料理[1]。
- 特技：バレーボール（6年間）[1]。
- 資格：普通自動車免許(AT)[1]。

## 出演

### SNS
- Daily logirl #196（2025年4月21日~4月25日、Instagram）[13]

### テレビドラマ
- 高校生日記～キミとつくる青春～（2023年7月17日～8月22日、NHK）- 藤崎夏海 役[4]
- おいち不思議がたり（2024年9月1日～10月20日、NHK BS、NHK BSプレミアム4K）- 髪結い屋の娘 役[14]
- しあわせは食べて寝て待て（2025年4月1日～5月27日、NHK総合）- 第4話[15]
- Fiction File：浅宮まりえはなぜ消えた？（2025年8月23, 30日、BS-TBS、BS-TBS 4K）- 浅宮まりえ 役[16][17]

### バラエティ
- チャンスの時間（Abema）
  - #304：グラドルを過剰考察！グラビア撮影現場で妄想が止まらない！（2025年3月9日）[18]

### 音楽番組
- ミュージックブレイク -Recommend Tune-（テレビ東京）
  - ヤングマガジン スペシャルコラボ - 福井梨莉華（2025年4月15日〜25日）[19]

### 映画
- ソーゾク（2025年10月17日 公開予定、監督：藤村磨実也）- チコ 役[12]

## 書籍

### 写真集
- 福井梨莉華 1st 写真集（仮）（2025年10月29日 発売予定、講談社）[20][21]

### デジタル写真集
- 衝撃のマシュマロボディ（2024年9月30日、集英社［週プレ PHOTO BOOK］、撮影：市川秀明）[22]
- Pure Gift vol.1･2･3（2024年10月18日、講談社［FRIDAYデジタル写真集］、撮影：Takeo Dec.）[23][24][25]
- ぷにぷに、ぷるるん。〜prologue〜（2024年12月9日、集英社［週プレ PHOTO BOOK］、撮影：桑島智輝）[26]
- 【増量版 全50P】ヤンマガアザーっす！＜YM2024年46号未公開カット＞（2025年1月24日、講談社［ヤンマガデジタル写真集］、撮影：岡本武志）[27]
- またひとつ夢叶っちゃった（2025年1月27日、集英社［週プレ PHOTO BOOK］、撮影：熊谷貫）[28]
- White Lily（2025年2月14日、ワニブックス［ワニブックスデジタル写真集］、撮影：西條彰仁）[29]
- 「リリー」に首ったけ♡＜2025年3月7日号 動画&アザーカット付き＞（2024年2月19日、講談社、撮影：Takeo Dec.）[30]
- ヤンマガアザーっす！＜YM2025年1号未公開カット＞（2025年2月21日、講談社、［ヤンマガデジタル写真集］、撮影：岡本武志）[31]
- りりか、二十歳、冬。（2025年3月13日、白夜書房、BRODYデジタル写真集、撮影：桑島智輝）[32]
- キミを見つけたあの場所で（2025年4月9日、小学館、週刊ポストデジタル写真集、撮影：菊池泰久）[33]
- Ennui（2025年5月12日、小学館、スピサン グラビアフォトブック、撮影：三宮幹史）[34]
- キミに決めた！（2025年5月13日、光文社、FLASHデジタル写真集、撮影：佐藤佑一 ）[35][36]
- また会いたくて――。（2025年5月8日、秋田書店、週チャンデジグラ）[37]
- りりかる（2025年5月21日、集英社、GJ Photo BOOK、撮影：坂本陽）[38]
- 花ざかり（2025年5月21日、東京ニュース通信社、blt graph）[39]
- ととのいLove（2025年6月4日、白夜書房、DOLCE、撮影：LUCKMAN）[40]
- 発汗グラマラス（2025年6月27日、扶桑社、SPA!デジタル写真集、撮影：彦坂栄治）[41][42]
- 背伸びの季節（2025年7月4日、講談社、FRIDAY DIGITAL PHOTOBOOK、撮影：Takeo Dec.）[43]
- この夏、誰もが恋する"看板娘"（2025年8月18日、集英社、週プレ PHOTO BOOK）[44][45]

### 雑誌
- 週刊プレイボーイ 2024年42号（2024年9月30日、集英社）[8]
- 週刊ヤングマガジン 2024年46号（2024年10月11日、講談社）[46]
- FRIDAY 2024年11月1日・8日合併号（2024年10月18日、講談社）[47]
- 週刊ヤングマガジン 2025年1号（2024年12月2日、講談社）- 表紙・巻頭グラビア[9]
- BOMB 2025年 1月号（2024年12月9日、ワン・パブリッシング）[48]
- アップトゥボーイ vol.346（2024年12月23日、ワニブックス）[49]
- 月刊ヤングマガジン 2025年2号（2025年1月20日、講談社）- 表紙・巻頭グラビア[50]
- 週刊プレイボーイ 2025年6号（2025年1月27日、集英社）- 表紙・巻頭グラビア[51]
- blt graph 109号（2025年1月31日、東京ニュース通信社）[52]
- 週刊少年チャンピオン 2025年 No.11号（2025年2月13日、秋田書店）- 表紙・巻頭グラビア[53]
- FRIDAY 2025年3月7日号（2025年2月20日、講談社）- 表紙・巻頭グラビア[54]
- BRODY 2025年4月号（2025年2月21日、白夜書房）[55]
- SPA! 2025年 3/11・18合併号（2025年3月4日、扶桑社）[56]
- DOLCE vol.15（2025年3月5日、白夜書房）[57]
- FRIDAY 2025年4月4･11日号（2025年3月21日、講談社）[58]
- 週刊ヤングマガジン 2025年18号（2025年3月31日、講談社）- 表紙・巻頭グラビア[59]
- 週刊ポスト 2025年4月18/25日号（2025年4月7日、小学館）[60]
- BOMB Love Special 2025 #1 /#1 限定版（2025年4月22日、ワン・パブリッシング）- 限定版表紙[61]
- BRODY 2025年6月号（2025年4月23日、白夜書房）[62]
- グラビアチャンピオン vol.8（2025年4月30日、秋田書店）-巻中グラビア [63]
- 週刊少年チャンピオン 2025年 No.23号（2025年5月8日、秋田書店）- 表紙・巻頭グラビア[64]
- 週刊スピリッツ 2025年 No.24号（2025年5月12日、小学館）- 表紙・巻頭グラビア[65]
- 週刊FLASH 2025年5月13日発売 1773号（2025年5月13日、光文社）- 表紙・巻頭グラビア[66][36]
- 週刊少年チャンピオン 2025年 No.24号（2025年5月15日、秋田書店）- フォトブック[67]
- 漫画アクション 2025年 6/3号（2025年5月20日、双葉社）- 表紙・巻頭グラビア[68][69]
- 月間ヤングマガジン 2025年6号（2025年5月20日、講談社）- 巻末グラビア[70]
- グランドジャンプ 2025年 No.12号（2025年5月21日、集英社）- 特別付録DVD＆グラビア[71]
- SUNNY GIRL vol.9（2025年5月28日、日之出出版）- 裏表紙[72][73][74]
- グラビアザテレビジョン vol.78（2025年5月29日、角川書店）- バックカバーSP[75]
- DOLCE vol.16（2025年6月3日、白夜書房）- 表紙 [76]
- EX大衆 2025年7月号（2025年6月16日、双葉社）[77]
- 週刊FLASH 2025年7月15日号（2025年7月1日、光文社）[78][79][80]
- FRIDAY 2025年7月18日･25日合併号（2025年7月4日、講談社）[81][82]
- BLT MONSTER Round 5（2025年7月17日、東京ニュース通信社）- 裏表紙[83]
- 週刊少年チャンピオン 2025年 No.33号（2025年7月17日、秋田書店）- 表紙・巻頭グラビア[84]
- グラビアザテレビジョン vol.79（2025年7月31日、角川書店）- 表紙・巻頭グラビア[85]
- 週刊プレイボーイPREMIUM 2025上半期グラビア傑作選（2025年8月4日、集英社）[86]
- 週刊ヤングマガジン 2025年38号（2025年8月18日、講談社）- 巻中グラビア[87]
- 週刊プレイボーイ 2025年35号（2025年8月18日、集英社）[88]

## 配信
- 週プレグラジャパ【#福井梨莉華】とんでもない逸材、現る。- デジタル写真集『衝撃のマシュマロボディ』好評発売中！- Ririka Fukui[89]
- ヤンマガCLUB【福井梨莉華】ミラクル☆ルーキー見参！圧巻の愛されBODYを見逃すな！【2024年YM46号】[90]
- ヤンマガCLUB【福井梨莉華】前代未聞の大反響につき、爆速カムバーック＆人生初表紙❤【2025年YM1号】[91]
- 【＋Special #福井梨莉華 vol.1】2025年の大本命！マシュマロぷにぷに天使、降臨。＜2024年12月後期＞―Ririka Fukui[92]
- 【＋Special #福井梨莉華 vol.2】2025年の大本命！マシュマロぷにぷに天使、降臨。＜2024年12月後期＞―Ririka Fukui[93]
- 【BOMBチャレンジ-握力測定】福井梨莉華がビキニで握力測定に挑戦！[94]
- 【BOMBチャレンジ-けん玉】福井梨莉華がビキニでけん玉チャレンジ！[95]
- 【BOMBチャレンジ-ストップウォッチ10秒ピッタリ】福井梨莉華ストップウォッチ10秒ピッタリで止められるか!?[96]
- 【＋Special #福井梨莉華 vol.3】2025年の大本命！マシュマロぷにぷに天使、降臨。＜2024年12月後期＞―Ririka Fukui[97]
- 週プレグラジャパ【2025/1/27発売！週プレNo.6付録DVDチラ見せ♪】『グラジャパ！』ならDVDが視聴できる♪[98]
- 週プレNo.6週プレ初表紙記念オンラインサイン会[99]
- サニーガールvol.09 裏表紙発売記念オンラインサイン会[100][101]
- DOLCE Vol.16 デジタル写真集 オンラインサイン会[40]